# Алендорф (Рајна-Лан)
Алендорф (њем. Allendorf) општина је у њемачкој савезној држави Рајна-Палатинат. Једно је од 137 општинских средишта округа Рајн-Лан. Према процјени из 2010. у општини је живјело 763 становника. Посједује регионалну шифру (AGS) 7141126.

## Географија
Алендорф се налази у савезној држави Рајна-Палатинат у округу Рајн-Лан. Општина се налази на надморској висини од 325 метара. Површина општине износи 11,7 km².

## Становништво
У самом мјесту је, према процјени из 2010. године, живјело 763 становника. Просјечна густина становништва износи 65 становника/km².